# Паломничество в Коптской православной церкви
Паломничество по святым местам (мулид) является характерной чертой культуры коптов и очень распространено среди приверженцев Коптской православной церкви. В стране известно около шестидесяти мест особого почитания, разбросанных по всему Египту. Наиболее популярными центрами паломничества являются места остановки Святого семейства во время бегства в Египет, места, где верующим по преданию являлась Богородица, или места, связаные с определёнными святыми Коптской православной церкви. Существует традиция, согласно которой многочисленные паломники отправляются в отдельный мулид по следам скитаний Святого семейства по Египту.  
Копты совершают паломничество по нескольким причинам: некоторые желают духовно очиститься и ищут заступничества святых, другие надеются на избавление от болезней. При многих коптских церквях, расположенных в центрах паломничества, хранятся костыли, инвалидные коляски и другие свидетельства исцеления калек и безнадёжно больных, побывавших в этих местах. В паломничество, которое проходит в атмосфере праздника, копты нередко отправляются целыми семьями, с детьми и стариками. Из паломничества принято привозить сувениры на память, в том числе иконки, крестики, а также маленькие книжечки с житиями святых и историями о произошедших исцелениях.

## История
Паломничество зародилось в римском Египте почти сразу после распространения христианства. Одним из первых центров паломничества была Нитрийская пустыня, где в середине IV века проживало более 20 тыс. монахов. Другим популярным местом служил храм, построенный Афанасием Великим над могилой Мины Котуанского в Абу-Мина (храм славился на всё восточное Средиземноморье чудесными исцелениями больных). В V и VI веках паломники со всего Египта стекались в монастырь, основанный Пахомием Великим возле города Тавенисси, а также в базилику Аркадия, пристроенную к храму святого Мины в Абу-Мина византийским императором Аркадием. Накануне арабского завоевания Египта важным центром паломничества был коптский монастырь Святого Иеремии в Саккаре, раскопанный лишь в начале XX века.
В XII—XIII веках важным центром паломничества был монастырь Святого Иоанна Колова (Иоанна Малорослого или эль-Кусаир), расположенный недалеко от Каира. Здесь хранились мощи Арсения Великого, а рядом находилась пещера, в которой он жил. В середине XIX века важное паломничество по коптским святыням Египта совершили епископ Порфирий и сопровождавший его иеромонах Феофан. Кроме своих святынь коптские паломники посещают и монастырь Святой Екатерины в Синае, не принадлежащий Коптской православной церкви.

## Особенности паломничества коптов
Паломничество коптов тесно связано с сильным влиянием среди них «народной религии», некоторые проявления которой во многом расходятся с догматами Коптской православной церкви. Во время паломничества копты совершают различные религиозные ритуалы, среди которых — специальные молитвы, посвящённые святым покровителям данного места и Богородице, крещение детей, подношение даров, а также ритуалы экзорцизма. Отголоском прошлых языческих верований является обычай подносить во время паломничества святым или Богородице мясо овцы или барашка. Официальная Коптская православная церковь не поддерживает эту традицию, однако она всё равно широко распространена среди простых паломников. Также во время паломничества среди коптов принято раздавать подаяние нищим и калекам.
Копты ревностно поклоняются Богородице и своим святым, совершают паломничества по местам, которые связаны с мучениями святых или их чудесами. Также копты верят в своих святых покровителей, которые могут принести удачу или избавить от неприятностей. Во время паломничества копты пишут святым записки, которые прячут в оклады икон, а также оставляют надписи воском на стекле иконы. Важнейшими центрами паломничества являются коптские монастыри, в которых собраны мощи святых, коптские рукописи и старинные иконы.  
Обычно паломничество приурочено к религиозным праздникам, которые торжественно проводятся в почитаемых центрах паломничества. К большим праздникам относятся Благовещение Пресвятой Богородицы, Рождество Христово, Богоявление, Вход Господень в Иерусалим, Пасха, Вознесение Господне и Пятидесятница, к остальным — Обрезание Господне, Брак в Кане Галилейской, Сретение Господне, Тайная вечеря, Неделя о Фоме, Пришествие Святого семейства в Египет, Преображение Господне, Рождество Пресвятой Богородицы, Введение во храм Пресвятой Богородицы, Успение Богородицы, дни памяти Георгия Каппадокийского, Меркурия Кесарийского и Мины Котуанского.

## Места паломничества коптов
Реликвии, которым коптские паломники приписывают чудотворные, исцеляющие и изгоняющие бесов способности, являются главными объектами поклонения. В таблице ниже приведены «свойства» реликвий по мнению коптов, без научного анализа их исторической аутентичности или целебных возможностей. Некоторые реликвии, хранящиеся в Египте (особенно мощи святых), а также места поклонения являются предметом споров между различными Церквями на предмет их подлинности. Например, в Каире существует несколько пещер, где якобы скрывалось Святое семейство, при этом и копты, и греки считают именно свои святыни подлинными.     

### Монастыри
Почти во всех коптских монастырях хранятся мощи святых, чудотворные иконы, священные тексты и другие христианские реликвии, которые неизменно привлекают многочисленных паломников.
| Название | Расположение                                                                      | Изображение | Основные реликвии и места почитания |
| --- | --------------------------------------------------------------------------------- | ----------- | --- |
| Белый монастырь святого Шенуте (Дейр аль-Абиад)                                                                         | рядом с городом Сохаг, мухафаза Сохаг                                             |             | Пещера святого Шенуте, по примеру которого копты называют монастырь «египетским Иерусалимом». |
| Красный монастырь святого Паисия                                                                                        | рядом с городом Сохаг, мухафаза Сохаг                                             |             | Церковь святого Пишои и церковь Богородицы. |
| Монастырь Архангела Гавриила (Монастырь эль-Моллак)                                                                     | Наклун, мухафаза Эль-Файюм                                                        |             | Мощи «Файюмских мучеников». |
| Монастырь Богородицы | Эль-Кайс, южнее города Бени-Мазар, мухафаза Эль-Минья                             |             | Построен на месте, где Святое семейство сошло на берег, следуя в древний Кинополь. Над пещерой, где пряталась Дева Мария с младенцем Иисусом, построена церковь Богородицы.                                                                                    |
| Монастырь Девы Марии горы Асьют (Дейр Дурунка, Дейр Дронка)                                                             | южнее города Асьют, мухафаза Асьют                                                |             | Женский монастырь у священной горы и пещеры монахов-отшельников, в одной из которых скрывалось Святое семейство. |
| Монастырь Девы Марии в Джебель уль-Тейр (Монастырь Пресвятой Богородицы на Птичьей горе, Дейр Мариам в Джебель эт-Таир) | северо-западная часть мухафазы Красное Море, рядом с городами Самалут и Эль-Минья |             | Церковь, построенная святой Еленой над пещерой, в которой скрывалось Святое семейство, и место первого уединения Антония Великого. |
| Монастырь Макария Великого                                                                                              | Вади-Натрун, мухафаза Бухейра                                                     |             | Мощи Иоанна Крестителя, пророка Елисея, Макария Великого и сорока девяти мучеников Скита. |
| Монастырь Павла Фивейского (Дейр эль-Кадис Булус)                                                                       | северная часть мухафазы Красное Море, на северо-запад от города Рас-Гариб         |             | Церковь Святого Павла с могилой и гротом Павла Фивейского, чудотворный источник святого Павла и источник Марии, сестры пророка Моисея. |
| Монастырь Римлян (монастырь Паромеос или Дейр эль-Барамус)                                                              | Вади-Натрун, мухафаза Бухейра                                                     |             | Мощи Моисея Мурина. Рядом с монастырём расположена пещера Кирилла VI Александрийского. |
| Монастырь Святого Авраама (Дейр эль-Азаб)                                                                               | южнее Эль-Файюма, мухафаза Эль-Файюм                                              |             | Мощи Святого Авраама, епископа Файюмского. |
| Монастырь Святого Антония (Дейр эль-Кадис Атван)                                                                        | северная часть мухафазы Красное Море, на северо-запад от города Рас-Гариб         |             | Новая церковь святых Антония и Павла, церковь Марка Отшельника с мощами святого, целебные источники святого Антония и святого Марка. Выше монастыря расположены часовня на месте кельи Павла Препростого и пещера Антония Великого.                            |
| Монастырь Святого Георгия                                                                                               | Каир                                                                              |             | Женский коптский монастырь расположен рядом с греческими монастырём и церковью Святого Георгия. Имеются чудотворная икона и мраморная колонна со священными цепями, у которой исцеляются сумасшедшие.                                                          |
| Монастырь Святого Меркурия (Монастырь Абу-Сефейна)                                                                      | Каир                                                                              |             | Мощи Меркурия Кесарийского и святого Барсума, уникальные средневековые коптские и византийские иконы, могилы многих коптских патриархов. |
| Монастырь Святого Мины                                                                                                  | Мариут, рядом с древним городом Абу-Мина, мухафаза Александрия                    |             | Мощи Мины Котуанского и могила патриарха Кирилла VI Александрийского. Рядом с современным монастырём расположены руины древней церкви святого Мины и базилики Аркадия.                                                                                         |
| Монастырь Святого Паисия (Монастырь Святого Пишои)                                                                      | Вади-Натрун, мухафаза Бухейра                                                     |             | Церковь Святого Паисия с мощами Паисия Великого, источник Мучеников и могила патриарха Шенуды III. |
| Монастырь Святого Самуила Исповедника (Дейр эль-Каламун)                                                                | Каламун, западнее города Бени-Суэйф, мухафаза Бени-Суэйф                          |             | Пещера Святого Самуила, церковь Святого Мисаэля и церковь Девы Марии. |
| Монастырь Святого Симеона Сапожника                                                                                     | Каир                                                                              |             | Пещерная церковь в горе Мукаттам и мощи Симеона Дубильщика (Семана Кожевника). |
| Монастырь Святого Фаны (Дейр Абу Фана или Монастырь Креста)                                                             | Каср-Хур, западнее города Самалут, мухафаза Эль-Минья                             |             | Древний монашеский некрополь и мощи святого Фаны. |
| Монастырь Святой Демианы (Дейр эль-Кадиса Дамиана)                                                                      | Билкас, мухафаза Дакахлия                                                         |             | Церковь, построенная Святой Еленой на месте могилы Святой Демианы (место паломничества бесплодных женщин и матерей, просящих об исцелении больных детей). |
| Монастырь Сирийцев (Дейр ас-Сириан)                                                                                     | Вади-Натрун, мухафаза Бухейра                                                     |             | Церковь Богородицы, волосы святой Марии Магдалины, мощи святого Иоанна Чёрного, святого Иоанна Короткого, святого Севера, святого Диоскора, святого Феодора Восточного и святого Моисея Чёрного. Монастырь считается воплощением в камне модели Ноева ковчега. |
| Монастырь Эль-Мухаррак (Дейр эль-Мухаррак или Монастырь Пресвятой Богородицы)                                           | южнее города Эль-Кусия, мухафаза Асьют                                            |             | Церковь Пресвятой Богородицы с каменным алтарём, на котором любил сидеть младенец Иисус, и грот, где некоторое время жило Святое семейство. Копты называют монастырь «вторым Вифлеемом» и считают его местом, где в древности исполнилось пророчество Исайи.   |

### Церкви и часовни
Особенно почитаются церкви и часовни, построенные в местах, где бывало Святое семейство.
| Название                                                                            | Расположение                                             | Изображение | Основные реликвии и места почитания |
| ----------------------------------------------------------------------------------- | -------------------------------------------------------- | ----------- | --- |
| Собор Святого Марка                                                                 | Каир                                                     |             | Мощи апостола Марка. |
| Церковь великомученика принца Тадроса                                               | Эль-Бахнаса, мухафаза Эль-Минья                          |             | Построена на месте, где в городе Оксиринхе останавливалось Святое семейство. Позже в городе некоторое время располагался патриарший престол.                                                             |
| Церковь Девы Марии в Вавилоне                                                       | Каир                                                     |             | Построена на месте, где в гроте Вавилона Египетского по дороге в Палестину останавливалось Святое семейство. Мощи святой Демианы и Симеона Дубильщика.                                                   |
| Церковь Девы Марии в Зейтуне                                                        | Каир                                                     |             | Место, где останавливалось Святое семейство, и место явления Богородицы в каирском районе Зейтун. |
| Церковь Девы Марии в Маади (Церковь Богородицы аль-Адавия)                          | Каир                                                     |             | Каменные ступени, по которым Святое семейство спустилось к Нилу, а затем село на лодку и отплыло в Верхний Египет.                                                                                       |
| Церковь Девы Марии в Харет-Зувейла                                                  | Каир                                                     |             | Построена на месте, где останавливалось Святое семейство. Средневековые коптские и византийские иконы, мощи святого Георгия, святой Демианы, святого Меркурия и святого Феодора.                         |
| Церковь Святого Георгия                                                             | Мит-Дамсис, мухафаза Дакахлия                            |             | Мощи Святого Георгия и чудотворная икона Святого Георгия, исцеляющие различные недуги. |
| Церковь Святого Георгия                                                             | Ишнин-ан-Насара, южнее города Магага, мухафаза Эль-Минья |             | Построена на месте, где останавливалось Святое семейство. Почитается священный колодец, который благословил Иисус.                                                                                       |
| Церковь Святого Мины                                                                | Каир                                                     |             | Часть мощей Мины Котуанского, оставшиеся после переезда в монастырь святого Мины, и мощи Иоанна Колова.                                                                                                  |
| Церковь Святой Варвары                                                              | Каир                                                     |             | Мощи Святой Варвары, святой Демианы и святого Георгия. |
| Церковь Святой Девы Марии (Подвешенная церковь или Церковь Богородицы эль-Муаллака) | Каир                                                     |             | Древние коптские и византийские иконы, а также мощи святых Феодора Стратилата, Кариона Скитского, Уара, Исаака Тифрийского, Онуфрия и Демианы. Место неоднократного явления Богородицы.                  |
| Церковь Святых Петра и Павла (Эль-Бутросея)                                         | Каир                                                     |             | Семейный склеп семьи Гали, где похоронены Бутрос Гали и его внук Бутрос Бутрос-Гали. |
| Церковь Святых Сергия и Вакха (Церковь Абу-Серга)                                   | Каир                                                     |             | Крипта на том месте, где останавливалось Святое семейство и проповедовал апостол Марк, а также мощи святых Сергия и Вакха.                                                                               |
| Церковь Пресвятой Богородицы и Святого Абануба                                      | Саманнуд, мухафаза Гарбия                                |             | Гранитная чаша, в которой Богородица замешивала тесто, освящённый младенцем Иисусом источник и мощи святого мученика Абануба, которые исцеляют от бесплодия, слепоты и паралича, а также изгоняют бесов. |
| Церковь Пресвятой Девы Марии                                                        | Сакха, южнее города Кафр-эш-Шейха, мухафаза Кафр-эш-Шейх |             | Известняковая плита с отпечатком ноги младенца Иисуса. |
| Часовня Девы Марии в Матарии                                                        | Каир                                                     |             | «Дерево Богородицы», под которым Святое семейство отдыхало во время путешествия через Гелиополь, и целебный «источник Иисуса», в котором Мария стирала одежду младенца.                                  |

### Другие места паломничества
Ранее в этих местах также существовали монастыри или церкви, но затем в разные периоды истории Египта они были разрушены мусульманами или не сохранились до наших дней по другим причинам (сгорели, были покинуты и разрушились со временем, были занесены песком и т.д.). 
| Название                   | Расположение                                                                  | Изображение | Основные реликвии и места почитания |
| -------------------------- | ----------------------------------------------------------------------------- | ----------- | --- |
| «Дерево Богоматери»        | Бильбейс, мухафаза Шаркия                                                     |             | Дерево, в тени которого отдыхало Святое семейство во время бегства в Египет. |
| «Источник Иисуса»          | окраина города Эз-Заказик, на месте древнего города Бубастис, мухафаза Шаркия |             | Источник (или «святой колодец»), сотворённый младенцем Иисусом во время скитаний Святого семейства по Египту. Источнику приписывают излечение женщин, которые не могут забеременеть.                                                           |
| «Источник Иисуса»          | Каир                                                                          |             | Источник (или «святой колодец»), сотворённый младенцем Иисусом в городе Мостород (современный каирский район Мустурад) во время возвращения Святого семейства в Палестину, а также пещера под древней церковью, где отдыхало Святое семейство. |
| Ниломер на острове Рода    | Каир                                                                          |             | Возле нынешнего Ниломера, по преданию, дочь фараона подняла из воды пророка Моисея, которого Иохаведа пустила по Нилу в корзине. |
| «Пещера Святого семейства» | окраина города Асьют                                                          |             | Вырубленная в скале гробница, в которой во время пребывания в Ликополе проживало Святое семейство. |
| Руины базилики             | Эль-Ашмунейн, севернее города Маллави, мухафаза Эль-Минья                     |             | Построена на месте пребывания Святого семейства в Гермополе. |